# Capsicum chinense
Capsicum chinense (synoniem: Capsicum sinense) is de botanische naam van een plantensoort uit de nachtschadefamilie (Solanaceae). Capsicum chinense is commercieel belangrijk als leverancier van chilipepers met zeer hoge heetheid, gemeten met de scovilleschaal. Met een score boven de 1,5 miljoen op de schaal.. Als bij vele cultuurplanten is de soortomgrenzing enigszins vaag. Volgens sommigen behoort Capsicum chinense taxonomisch tot C. annuum.

## Herkomst
De soort komt van nature voor in geheel Amerika. Nikolaus Joseph von Jacquin gaf de soort in 1776 zijn naam omdat hij aannam dat de plantensoort oorspronkelijk uit China afkomstig was.

## Cultivars
Cultivars zijn:
- Habanero
- Madame Jeanette
- Naga Jolokia
- Trinidad Moruga Scorpion
- Carolina Reaper
- Rocotillopeper

... · 
C. annuum (Jalapeño, cayennepeper, paprika) · 
C. baccatum (Aji, peppadew) · 
C. chinense (Habanero, Bhut Jolokia, Madame Jeanette, Trinidad Scorpion Butch Taylor, Carolina Reaper) · 
C. frutescens · 
C. frutescens var. tabasco (Tabasco) · 
C. pubescens (Rocoto) · 
...